# أندريه لويس (لاعب كرة قدم، مواليد 1997)
أندريه لويس (بالبرتغالية: André Luis‏) (21 أبريل 1997 في البرازيل - ) هو لاعب كرة قدم برازيلي في مركز الهجوم. لعب مع أتلتيكو باراناينسي.

## وصلات خارجية
- أندريه لويس على موقع دوري كوريا الجنوبية (الإنجليزية)
- أندريه لويس على موقع قاعدة بيانات كرة القدم.إي يو (الإنجليزية)
- أندريه لويس على موقع Soccerway.com (الإنجليزية)